# Isabella Laughland
Isabella India Jane Laughland (geboren 26. April 1991 in Hammersmith, London, Vereinigtes Königreich) ist eine britische Schauspielerin.

## Leben und Karriere
Laughland wurde 1991 in Hammersmith geboren. Ihr Vater ist der walisische Fernsehregisseur Nick Laughland und ihre Mutter die Casting-Direktorin Nadira Seecoomar. Später wuchs sie in Twickenham auf.
Ihr Debüt gab sie 2008 in einer Folge The Inbetweeners. Im Alter von 16 Jahren wurde sie für die Rolle der Leanne in Harry Potter und der Halbblutprinz gecastet. Ebenfalls 2010 gab Laughland ihr Bühnendebüt in Nick Paynes Wanderlust am Royal Court Theatre, für das sie bei den Evening Standard Theatre Awards als Outstanding Newcomer nominiert wurde. Danach war sie in einer Episode in Black Mirror.
Laughland spielte 2015 und 2016 in den Filmen Urban Hymn und Chubby Funny mit. Für ihre Leistung im erstgenannten Film stand Laughland auf der Longlist für den British Independent Film Award für den vielversprechendsten Newcomer. 2022 wurde sie für die Miniserie Four Lives gecastet.

## Filmografie

### Film
- 2009: Harry Potter und der Halbblutprinz (Harry Potter and the Half-Blood Prince)
- 2010: Harry Potter und die Heiligtümer des Todes – Teil 1 (Harry Potter and the Deathly Hallows – Part 1)
- 2011: Harry Potter und die Heiligtümer des Todes – Teil 2 (Harry Potter and the Deathly Hallows – Part 2)
- 2012: Now Is Good – Jeder Moment zählt (Now Is Good)
- 2012: Last of the Haussmans
- 2015: Urban Hymn
- 2016: Chubby Funny
- 2016: Sarah Chong Is Going to Kill Herself (Kurzfilm)
- 2017: Film Stars Don’t Die in Liverpool (ohne Namensnennung)
- 2017: Smear (Kurzfilm)
- 2018: Unexpected Item (Kurzfilm)
- 2018: Mercury (Kurzfilm)
- 2018: Slaughterhouse Rulez
- 2022: Meine Stunden mit Leo (Good Luck to You, Leo Grande)
- 2024: Nimino – I Only Smoke When I Drink (Musikvideo)

### Serien
- 2009: The Inbetweeners (Fernsehserie, 1 Folge)
- 2009: That Mitchell and Webb Look (Fernsehserie, 1 Folge)
- 2009: 10 Minute Tales (Fernsehserie, 1 Folge)
- 2011: Black Mirror (Fernsehserie, 1 Folge)
- 2011: Without You (Fernsehserie, 1 Folge)
- 2012: The Hollow Crown (Fernsehserie,1 Folge)
- 2013: Coming Up (Fernsehserie, 1 Folge)
- 2014: BBC Comedy Feeds (Fernsehserie, 1 Folge)
- 2015: Lewis – Der Oxford Krimi (Lewis, Fernsehserie, 2 Folgen)
- 2017: Liam Williams’ Valentine (Miniserie)
- 2018: Settling (Fernsehserie, 6 Folgen)
- 2019: Chimerica (Fernsehserie, 3 Folgen)
- 2019: Der dunkle Kristall: Ära des Widerstands (The Dark Crystal: Age of Resistance, Fernsehserie, 10 Folgen)
- 2019: Criminal: UK (Fernsehserie, 1 Folge)
- 2020: Trigonometry (Fernsehserie, 7 Folgen)
- 2020: Ghosts (Fernsehserie, 2 Folgen)
- 2021: Anne Boleyn, (Miniserie) (Fernsehserie, 3 Folgen)
- 2021: Reset the Stage
- 2022: Four Lives (Fernsehserie, 3 Folgen)
- 2023: Foundation (Fernsehserie, 8 Folgen)
- 2024: The Road Trip (Fernsehserie, 6 Folgen)
- 2025: Surface (Fernsehserie, 5 Folgen)

## Theater (Auswahl)
- 2010: Wanderlust
- 2011: Greenland
- 2012: The Last of the Haussmans
- 2015: Pride and Prejudice
- 2018: Cock
- 2019: Either
- 2020: Love, Love, Love

## Auszeichnungen und Nominierungen
Gewonnen
- 2018: Festival Européen du Film Court de Nice in der Kategorie „Prix d’interprétation feminine – Europeenne“[5]

Nominiert
- 2010: Evening Standard Theatre Awards in der Kategorie „Outstanding Newcomer“[2]
- 2016: British Independent Film Awards in der Kategorie „BIFA Most Promising Newcomer“[2]